# Josip Balič
Josip Balič [jósip bálič], slovenski učitelj in kulturni zgodovinar, * 14. marec 1854, Šempeter pri Gorici, Goriška, Avstrijsko cesarstvo, † 2. marec 1933, Ljubljana, Kraljevina Jugoslavija.

## Življenje
Rodil se je očetu Blažu in materi Ani (roj. Bufulin).
Končal je šolanje na učiteljišču in leta 1881 maturiral. Državni izpit je opravil leta 1886 in se še istega leta zaposlil kot učitelj. Poučeval je v raznih krajih, nazadnje v šolskem letu 1914/1915 v Rubijah pri Sovodnjah. V listu Gorica je pisal članke o Simonu Gregorčiču ter o svojih raziskavah redkih slovenskih primorskih tiskov.